# هورست مایر
هورست مایر (انگلیسی: Horst Meyer؛ ۲۰ ژوئن ۱۹۴۱ – ۲۴ ژانویهٔ ۲۰۲۰) قایقران روئینگ اهل آلمان بود.
وی در مسابقات کشوری و بین‌المللی در مجموع برندهٔ ۷ مدال طلا، ۱ مدال نقره شده‌است.